# Cabo Corrientes (udde i Kuba)
Cabo Corrientes är en udde i Kuba.   Den ligger i provinsen Provincia de Pinar del Río, i den västra delen av landet, 270 km sydväst om huvudstaden Havanna.
Terrängen inåt land är mycket platt. Havet är nära Cabo Corrientes åt sydväst.  I omgivningarna runt Cabo Corrientes växer i huvudsak städsegrön lövskog.